# Isabel Brilhante Pedrosa
Isabel Brilhante Pedrosa (n. 1964) é uma diplomata portuguesa. Atualmente é a embaixadora da União Europeia na Venezuela.
Isabel Pedrosa tem uma longa experiência ao serviço da diplomacia portuguesa, tendo sido embaixadora de Portugal na Líbia e na Namíbia e foi cônsul-geral na Venezuela. Em 2017 Pedrosa foi nomeada embaixadora da União Europeia na Venezuela.
Em junho de 2020, o governo venezuelano anunciou a expulsão de Isabel Pedrosa como resposta ao anúncio de novas sanções visando altos cargos da administração venezuelana por parte da União Europeia. O Alto Representante da União para os Negócios Estrangeiros e a Política de Segurança Josep Borrell afirmou que a UE iria responder com «reciprocidade». A medida foi revertida.